# Yutaka Tanoue
Yutaka Tanoue (japanisch 田上 裕 Tanoue Yutaka; * 12. Januar 1986 in Kagoshima) ist ein ehemaliger japanischer Fußballspieler.

## Karriere
Tanoue erlernte das Fußballspielen in der Schulmannschaft der Kagoshima Josei High School und der Universitätsmannschaft der Miyazaki-Sangyo-Keiei-Universität. Seinen ersten Vertrag unterschrieb er 2008 beim FC Kariya. Der Verein spielte in der dritthöchsten Liga des Landes, der Japan Football League. Für den Verein absolvierte er 27 Ligaspiele. 2009 wechselte er zum Ligakonkurrenten FC Ryūkyū. Für den Verein absolvierte er 20 Ligaspiele. 2010 wechselte er zu FC Kagoshima (heute: Kagoshima United FC). Am Ende der Saison 2013 stieg der Verein in die Japan Football League auf. Am Ende der Saison 2015 stieg der Verein in die J3 League auf. 2018 wurde er mit dem Verein Vizemeister der dritten Liga und stieg in die J2 League auf. Für den Verein absolvierte er 135 Ligaspiele. Ende 2019 beendete er seine Karriere als Fußballspieler.